# Валтонен, Юсси
Ю́сси Ва́лтонен (фин. Jussi Valtonen; род. 1974) — финский психолог и писатель, награждённый самой престижной литературной наградой страны — премией «Финляндия» (2014).

## Биография
С 1993 года изучал английскую филологию в Хельсинкском университете, позднее занялся теоретической философией, а осенью 1996 года сменил направление психологию. Далее изучал нейропсихологию в Университете Джонса Хопкинса в США. В декабре 2000 года защитил диссертацию на степень магистра.
Работает в качестве ассистента на кафедре психологии Хельсинкского университета и занимается исследованиями в области нейропсихологии. В свободное время играет на гитаре в рок-группах Kuha и Maunula.
В 2000 году Валтонен совместно с Беном Фурманом опубликовал книгу «Если есть радость: информация и надежда для людей, страдающих от депрессии, и их близких». В 2002 году Валтонен стал победителем писательского конкурса имени Я. Х. Эркко. Её дебютный роман «Эквилибриум» был опубликован издательством Nike в 2003 году. В 2006 году был опубликован сборник рассказов «Водяная стена», а в 2007 году — второй роман «Крылья носителей», занявший второе место в конкурсе скандинавских романов, проводимом компаниями Oaks и Bonnier. В 2008 году Валтонен выиграл конкурс аудиосценариев Университета прикладных наук Северной Карелии и Финской вещательной корпорации.